# Rudna (dopływ Odry)
Rudna – lewy dopływ Odry w województwie dolnośląskim. Źródła we Wzgórzach Dalkowskich, w pobliżu wsi Koźlice. Płynie początkowo w kierunku północnym u podnóża Wału Trzebnickiego, a następnie tworzy łuk skierowany ku wschodowi. Poniżej Gwizdanowa wpływa na teren Pradoliny Głogowskiej, jej nurt rozdziela się tu na kilka mniejszych cieków. Uchodzi do Odry w granicach administracyjnych Głogowa. W zlewni Rudnej leży największy w Europie zbiornik odpadów poflotacyjnych Żelazny Most.
Dopływy:
- Kalinówka;
- Gręzina
- Moskorzynka
- Kanał Brusina
- Kanał Południowy

Miejscowości nad Rudną:
- Rudna;
- Gwizdanów
- Retków
- Przedmoście
- Nosocice
- Głogów